# Santa María del Invierno
Santa María del Invierno – gmina w Hiszpanii, w prowincji Burgos, w Kastylii i León, o powierzchni 16,18 km². W 2011 roku gmina liczyła 62 mieszkańców.